# Mauthalle
 (août 2020).
La Mauthalle est un bâtiment médiéval et impérial de la ville de Nuremberg. C'est l'un des monuments architecturaux les plus importants de la vieille ville de Nuremberg, se trouvant dans le vieux quartier de Lorenz et constituant une étape sur le mile historique de Nuremberg. 

## Histoire
La Mauthalle (littéralement, bureau de péage) a été construite entre 1498 et 1502 par Hans Beheim l'Ancien. Bâtie sur l'avant-dernier fossé, elle était le plus grand "silo à grains" de la ville. Avec un total de 12 greniers, l'approvisionnement des citoyens était assuré en temps de crise. Les trappes au-dessus des axes de pignon et sur les côtés de l'avant-toit étaient utilisées pour le transport à l'intérieur. 

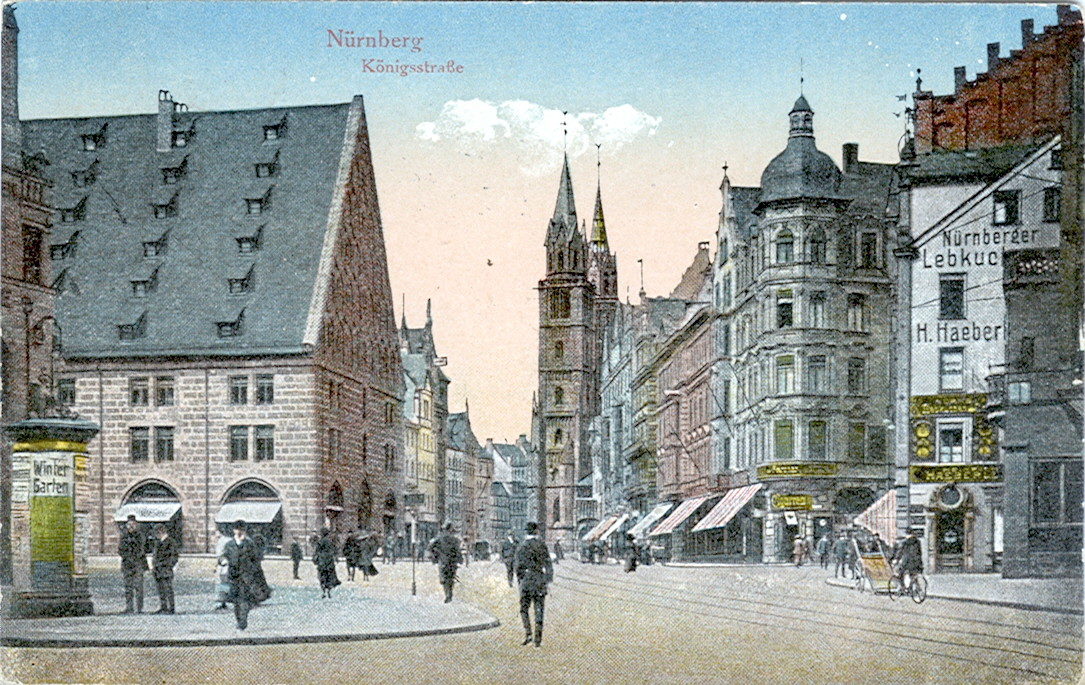
Carte postale, vers 1919

En 1571/72, les douanes et le bureau de pesée de la ville impériale ont emménagé dans le bâtiment, la cave a servi de dépôt de vin ("Herrenkeller"). La propriété n'a reçu le nom de Mauthalle qu'au XIXe siècle par son utilisation comme principal bureau de douane (du péage pour les douanes). En 1898, la Mauthalle a été transformée en bâtiment commercial. La cave a été utilisée pour la gastronomie depuis 1929, et pendant des décennies, le "Mautkeller", un restaurant traditionnel franconien, bar à bière et à vin a été installé ici. 

## Après la Seconde Guerre mondiale
Pendant le bombardement du 8 mars 1943, la structure du toit a complètement brûlé - par la suite, un toit de secours a été construit. Le 3 octobre 1944, le bâtiment reçoit des bombes explosives légères. En janvier 1945, il a été de nouveau touché, cette fois gravement, le toit de secours a été détruit, le pignon est et le mur extérieur sud ont été endommagés, la structure a complètement brûlé . 
De 1951 à 1953, il a été reconstruit sous une forme simplifiée. Les deux baies vitrées de six étages, auparavant en colombage, n'ont été reconstruites qu'en maçonnerie plâtrée. 

Aujourd'hui encore, la Mauthalle est utilisée comme bâtiment commercial. La cave voûtée médiévale abrite la brasserie avec une brasserie attenante "Barfüßer" depuis 1994, qui a un total de 835 places dans trois espaces pour les clients. Une cuisine traditionnelle de Franconie est servie avec la bière brassée maison . 

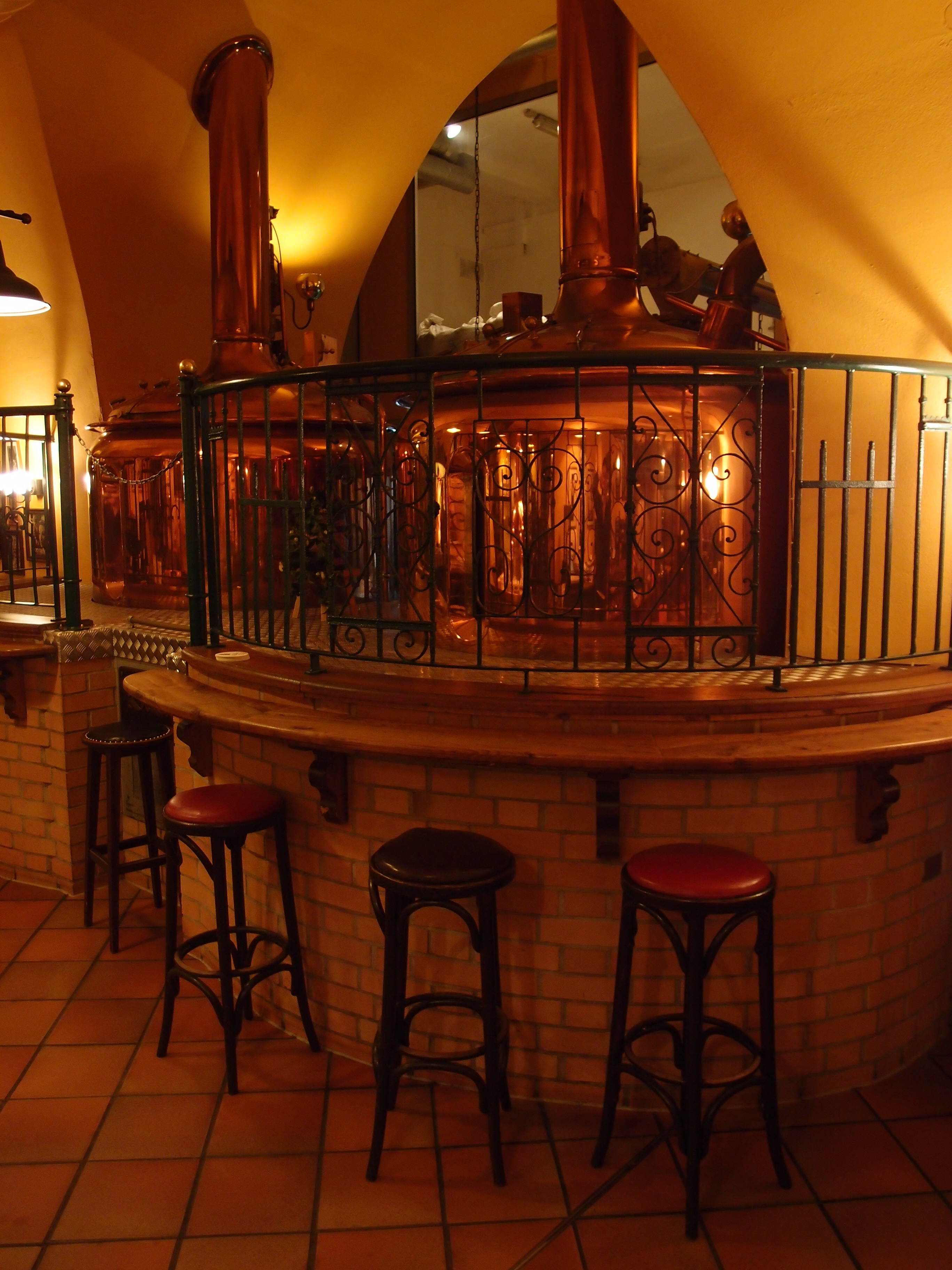
Bouilloire en cuivre
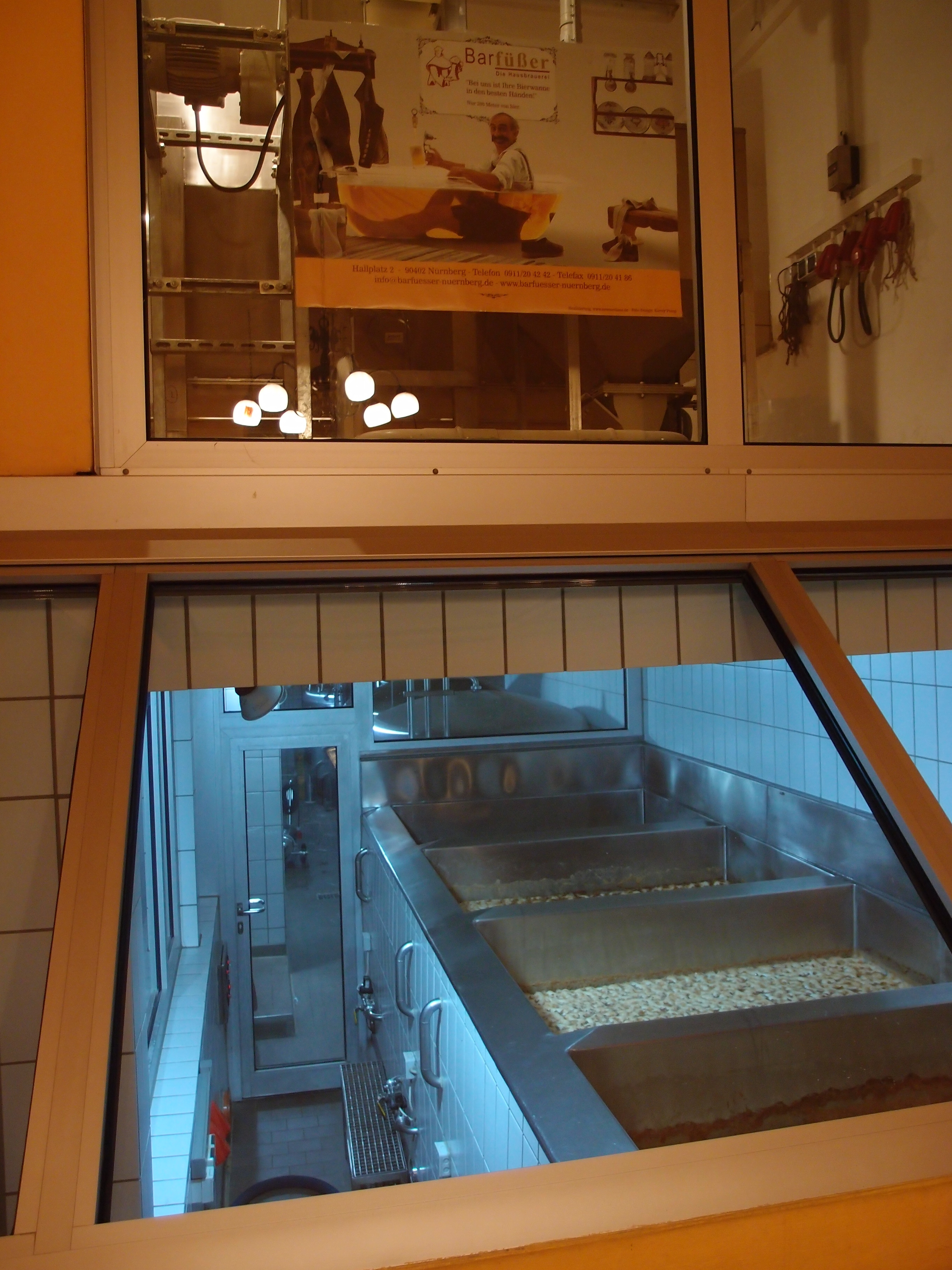
Cuve de fermentation
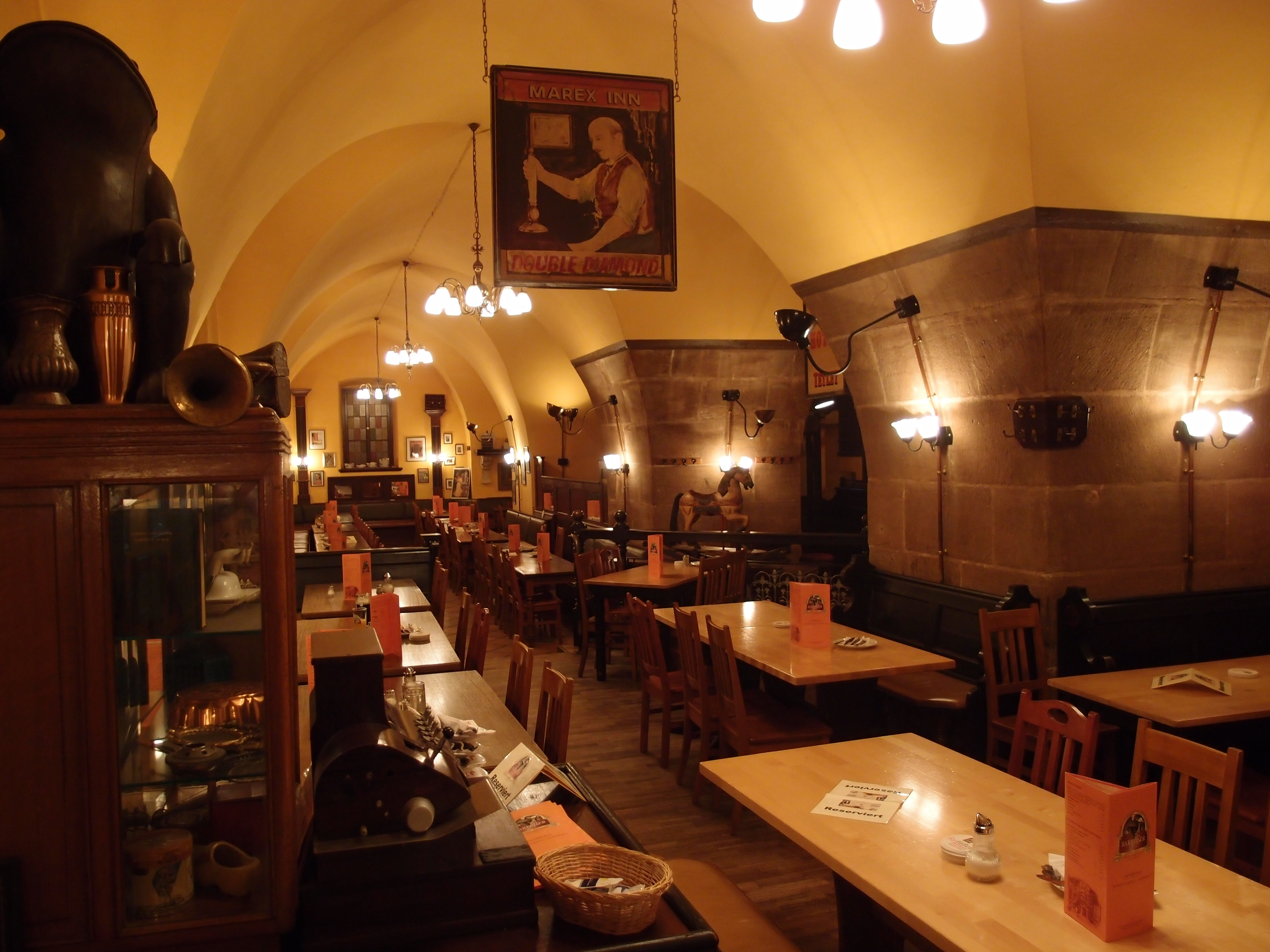
Une salle voûtée
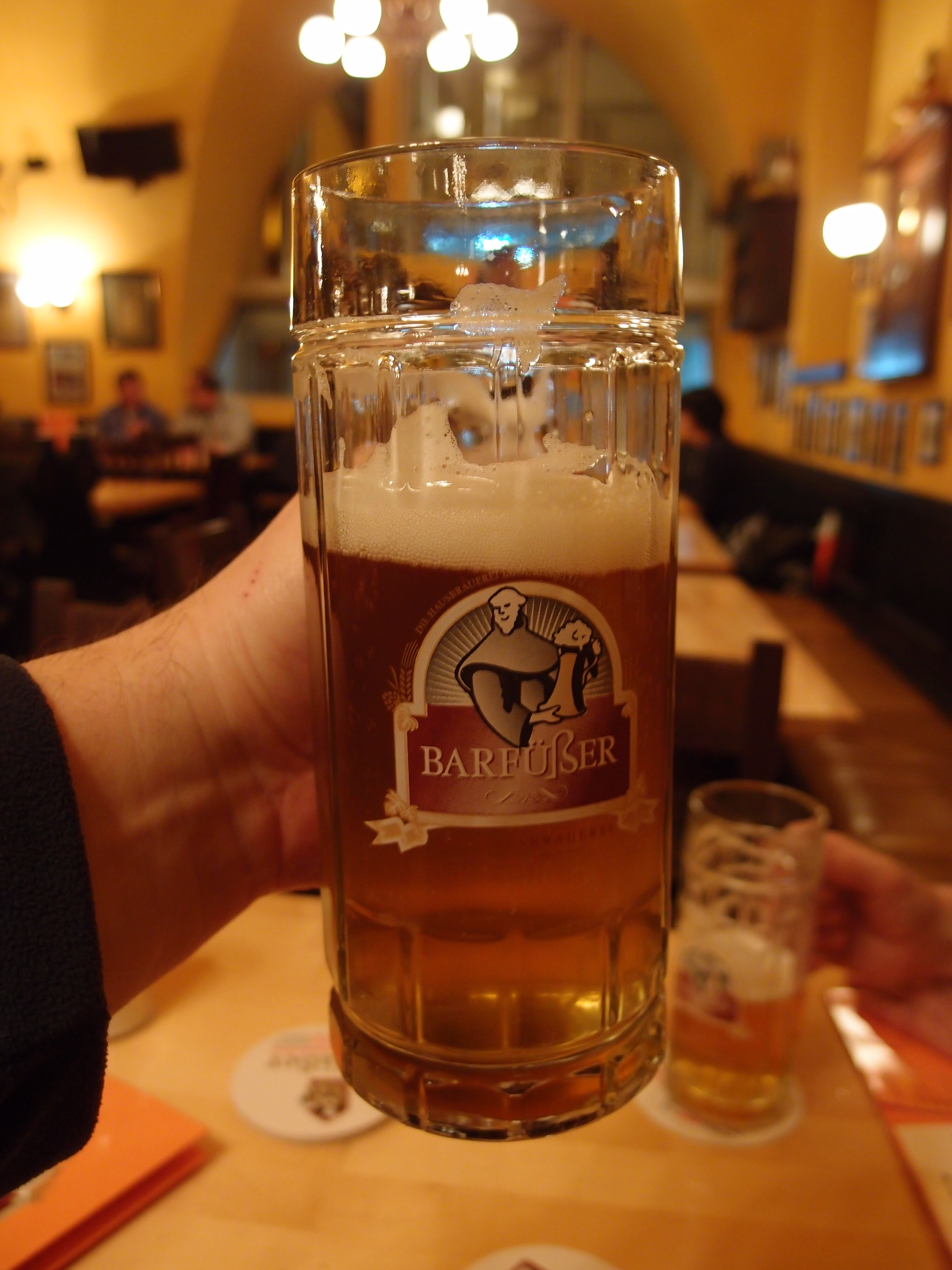
Blonde aux brassée sur place

## Bâtiment

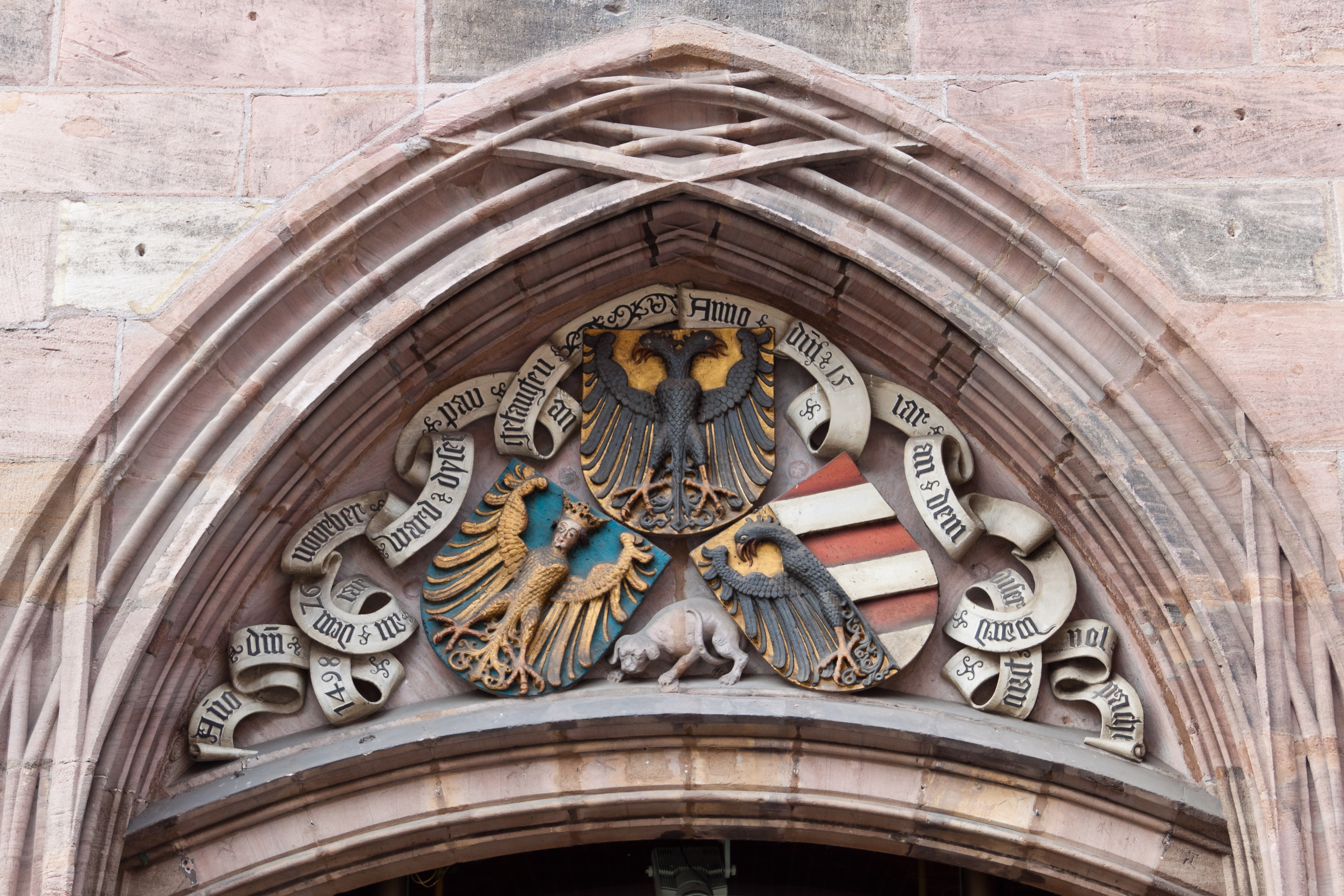
Aigle impériale et armoiries sur le portail est

La Mauthalle fait 84 mètres de long, 20 mètres de large et 29 mètres de haut. Un toit à pignon de cinq étages avec deux noyaux de toit à six niveaux est placé au sommet d'un bâtiment en grès de trois étages. La cave est une voûte à trois nefs, soutenue par 26 colonnes. 
Les grandes fenêtres à arc en ogive du rez-de-chaussée ont été installées à la fin du XIXe siècle lors du Gründerzeit . 

## Littérature
- Wiltrud Fischer-Pache: Mauthalle. In: Michael Diefenbacher, Rudolf Endres (Hrsg.): Stadtlexikon Nürnberg. 2., verbesserte Auflage. W. Tümmels Verlag, Nürnberg 2000,  (ISBN 3-921590-69-8), S. 1104, 1121 (Gesamtausgabe online).

## Liens web
- Destinations de voyage à Nuremberg
- Mauthalle à: Baukunst Nürnberg
- Mauthalle dans le Franken-Wiki
- Mauthalle dans: Bayern-Online
- Mauthalle à: NürnbergInfos
- Chemin du cadran solaire de Nuremberg de la Société astronomique de Nuremberg e. V.: Station 18: hall de péage

## Source de traduction
- (de) Cet article est partiellement ou en totalité issu de l’article de Wikipédia en allemand intitulé « Mauthalle (Nürnberg) » (voir la liste des auteurs).